# Lawrence Quincy Mumford
Pour les articles homonymes, voir Mumford.
Lawrence Quincy Mumford (11 décembre 1903 - 15 août 1982) est un bibliothécaire américain. Il a été le président de l’American Library Association (ALA) en 1954-1955 et le 11e bibliothécaire de la bibliothèque du Congrès de 1954 à 1974. Il est le premier bibliothécaire avec une formation professionnelle à occuper ce poste.

## Biographie

### Jeunesse et débuts
Né le 11 décembre 1903 à Hanrahan dans le comté de Pitt en Caroline du Nord, Lawrency quincy Mumford passe son enfance sur la ferme de tabac familiale avec ses parents Jacob Edward Mumford et Emma Luvenia Stocks et ses 10 frères et sœurs. Malgré son travail à la ferme, il fréquente le Grifton High School où il participe à plusieurs activités parascolaires comme le baseball, le tennis et le débat. Ses compétences en débat le suivront au Trinity collège à Durham en Caroline du Nord, car, dès son arrivée en 1921, il joint le Hesperia Literary Society où il excelle en débat. Le développement de ses compétences en débat l’amène à la bibliothèque de l’université où il développe son intérêt pour le milieu des bibliothèques. Pendant ses études, il est aussi le secrétaire du journal universitaire Chronicle et participe à d’autres activités extrascolaires dans lequel il excelle et obtient des bourses. Il travaille aussi à la bibliothèque du collège comme assistant.
Il termine ses études de premier cycle en 1925 avec une mention d’honneur et est élu dans le groupe Phi Beta Kappa. Il rejoint aussi la fraternité Bachelors Club regroupant des étudiants boursiers se démarquant dans la communauté. À cette période, le Trinity College devient l’Université Duke en raison d’une donation monétaire de James Buchanan Duke. Ce changement de statut de l’institution force les nouvelles facultés à développer et organiser les 75 000 volumes de la bibliothèque universitaire. Pour répondre aux nouveaux besoins de la bibliothèque, Mumford se fait offrir un poste à temps plein où il occupe l'emploi de préposé au comptoir de prêt pendant les deux ans de sa maîtrise en littérature anglaise qu’il termine en 1928,. Encouragé par le bibliothécaire de l’université à poursuivre ses études en bibliothéconomie, il s'inscrit à la School of Library Service à l’Université Columbia à New York où il obtient son diplôme en 1929.

### Carrière professionnelle
Lawrence Quincy Mumford commence sa carrière de bibliothécaire à New York en 1929. Il obtient un emploi à la New York Public Library sous la supervision du bibliothécaire Keys D. Metcalf. Ses tâches principales sont le catalogage et le service de référence. Mumford occupe ce poste pendant 16 ans, malgré une interruption de septembre 1940 à août 1941, car il est libéré pour analyser le catalogage de la bibliothèque du Congrès afin de proposer des recommandations afin d’augmenter leur efficacité. À la suite de son rapport, Mumford se fait offrir la tâche de bâtir le nouveau département opérationnel de la bibliothèque du Congrès et agit à titre de directeur durant cette année-là.
En 1945, Mumford quitte la New York Public Library pour de joindre à l'équipe de la Cleveland Public Library où il obtient le poste de directeur adjoint puis de directeur en 1950. Sous sa direction, la bibliothèque augmente son financement et sa réputation et comme modèle institutionnel. Cet emploi l’amène à siéger comme président de l’Ohio Library Association en 1947-1948 et à présider plusieurs comités de l’Amercian Library Association (ALA) entre 1944 et 1953. Il est élu président de l'ALA pour l’année 1954-1955.
Le 22 avril 1954, le président des États-Unis, Dwight D. Eisenhower, nomme Lawrence Quincy Mumford comme bibliothécaire à la bibliothèque du Congrès. Il est le 11e à occuper ce poste, mais le premier bibliothécaire avec une formation professionnelle dans le domaine.Sa nomination est confirmée par le Sénat américain en juillet de la même année et, pendant 20 ans, Mumford occupe ce poste,,. Durant ces années, il réussit à atténuer les tensions créées pendant l’administration précédente de Luther Evans entre le Congrès américain et la bibliothèque. Grâce à ses compétences en débat et son expérience professionnelle dans la gestion des bibliothèques publiques, Mumford redonne confiance aux membres du Congrès qui trouvaient que la bibliothèque ne répondait plus à leur besoin en promouvant les services offerts, en reformant et en développant les collections et le processus de catalogage. Il réalise aussi un projet d’agrandissement de la bibliothèque en inaugurant un nouveau bâtiment, le James Madison Memorial Building, dont la construction débute en 1971 pour se terminer en 1980. Son apport à la bibliothèque du Congrès touche aussi la modernisation des infrastructures. Il intègre de nouvelles technologies et un processus d’automatisation comme le format Machine-Readable Cataloging (MARC) en 1965.
Durant les dernières années de son administration, la bibliothèque du Congrès est accusée de discrimination raciale dans son processus de recrutement d'employé, de leur formation et dans la promotion de ses pratiques. Ce conflit mène à la retraite de Lawrence Quincy Mumford le 31 décembre 1974. Il meurt le 15 août 1982 à son domicile de Washington à l’âge 78 ans.

### Distinction
La contribution de Lawrence Quincy Mumford comme bibliothécaire de la bibliothèque du Congrès s’exprime par le développement sans précédent de l’institution et de l’implantation de nouveau standard concernant l’automatisation des pratiques et le développement du financement.
À cet égard, Mumford est nommé dans la liste Library Hall Of Fame créé en 1951 et republié en 1999 par l'American Library Association comme faisant partie des «100 of the most important people in 20th-century librarianship».